# 後藤英友
後藤 英友（ごとう ひでとも、1966年9月23日 - ）は、日本の政治家。民主党所属の元衆議院議員（1期）。

## 略歴
熊本県熊本市出身。菊陽町立武蔵ヶ丘小学校、熊本大学教育学部附属中学校、熊本県立熊本高等学校、上智大学を経て東京大学大学院法学政治学研究科修士課程修了後、ハーバードビジネススクールに留学。電通に勤務する。
2003年、第43回衆議院議員総選挙に初めて立候補するが落選し、その後補欠選挙も含め落選。2009年8月30日の第45回衆議院議員総選挙において比例九州ブロックで復活し初当選した。自治労、連合から支援を受けていた。
しかし、選挙直後に後藤の出納責任者が選挙運動に日当を支払ったことが公職選挙法で禁じられている日当買収にあたるとして、出納責任者が起訴され、2010年7月29日に最高裁判所で懲役1年6ヶ月執行猶予5年の判決が確定。公職選挙法の連座制の適用になれば、後藤は議員を失職し、熊本3区と衆議院比例九州ブロックから5年間立候補できなくなる。後藤は「司法の事実判断は受け入れるが、今回の買収は連座制が適用されるほど悪質性が高くない」として、微罪を理由に連座制が適用されないことの確認を求める行政訴訟を起こす方針を表明した。また公職選挙法の連座制について「公選法にも少し問題がある」とも述べた。
2010年8月13日、国会議員に支給される無料航空券を後藤の妻が同年3月から4月にかけて数回にわたり不正利用していたことが判明。これに対し、8月19日に「2ヶ月分全額を国庫に返納した」としていたが、実際は別の月の無料航空券を返却しただけだった（無料航空券は、搭乗後に航空会社などが衆院事務局に実費を請求する仕組みで、妻の使用分を返したことには全くならない）。
8月24日に出納責任者の選挙違反について「選挙違反で非常に責任を感じている。けじめをつけたい」として衆議院議長に議員辞職願を提出し許可された。後藤の辞職により民主党の比例九州ブロックにおいて次点だった中屋大介が繰り上げ当選した。また、2010年9月の民主党代表選挙には参加できなかった。
2011年3月、民主党熊本県第3区総支部長の後任に、本田浩一（第22回参議院議員通常選挙熊本県選挙区次点）が就任した。

## 選挙経歴
- 2003年（平成15年） 第43回衆議院議員総選挙熊本5区 落選
- 2005年（平成17年） 第44回衆議院議員総選挙熊本5区 落選
- 2007年（平成19年） 第44回衆議院議員補欠選挙熊本3区 落選
- 2009年（平成21年） 第45回衆議院議員総選挙熊本3区落選、比例九州ブロック復活当選
- 2010年（平成22年） 衆議院議員を辞職

## 政策
- 朝日新聞の外国人参政権に関する質問に「賛成」と回答